# Olympische Winterspiele 2022/Teilnehmer (Südkorea)
| Gelbes Symbol für Goldmedaillen mit stilisierten Olympischen Ringen | Graues Symbol für Silbermedaillen mit stilisierten Olympischen Ringen | Braundes Symbol für Bronzemedaillen mit stilisierten Olympischen Ringen |
| ------------------------------------------------------------------- | --------------------------------------------------------------------- | ----------------------------------------------------------------------- |
| 2                                                                   | 5                                                                     | 2                                                                       |

Südkorea nahm an den Olympischen Winterspielen 2022 in Peking mit 64 Athleten, davon 34 Männer und 30 Frauen, in 13 Sportarten teil. Es war die 19. Teilnahme an Olympischen Winterspielen.

## Medaillen

### Medaillenspiegel
| Rang   | Sportart       | Gold | Silber | Bronze | Gesamt |
| ------ | -------------- | ---- | ------ | ------ | ------ |
| 1      | Shorttrack     | 2    | 3      | —      | 5      |
| 2      | Eisschnelllauf | —    | 2      | 2      | 4      |
| Gesamt | Gesamt         | 2    | 5      | 2      | 9      |

### Medaillengewinner
| Name/n                                                                | Sportart       | Wettkampf      |
| --------------------------------------------------------------------- | -------------- | -------------- |
| Gold                                                                  |                |                |
| Hwang Dae-heon                                                        | Shorttrack     | 1500 m         |
| Choi Min-jeong                                                        | Shorttrack     | 1500 m         |
| Silber                                                                |                |                |
| Choi Min-jeong                                                        | Shorttrack     | 1000 m         |
| Cha Min-kyu                                                           | Eisschnelllauf | 500 m          |
| Choi Min-jeong Kim A-lang Lee Yu-bin Seo Whi-min                      | Shorttrack     | 3000 m Staffel |
| Lee June-seo Kim Dong-wook Hwang Dae-heon Kwak Yoon-gy Park Jang-hyuk | Shorttrack     | 5000 m Staffel |
| Chung Jae-won                                                         | Eisschnelllauf | Massenstart    |
| Bronze                                                                |                |                |
| Kim Min-seok                                                          | Eisschnelllauf | 1500 m         |
| Lee Seung-hoon                                                        | Eisschnelllauf | Massenstart    |

## Teilnehmer nach Sportarten

### Biathlon
| Athleten              | Wettbewerbe      | Zeit        | Fehler      | Rang |
| --------------------- | ---------------- | ----------- | ----------- | ---- |
| Frauen                |                  |             |             |      |
| Jekaterina Awwakumowa | 7,5 km Sprint    | 23:19,4 min | 2 (2+0)     | 49   |
| Jekaterina Awwakumowa | 10 km Verfolgung | LAP         | LAP         | LAP  |
| Jekaterina Awwakumowa | 15 km Einzel     | 52:31,4 min | 6 (3+0+2+1) | 73   |
| Kim Seon-su           | 7,5 km Sprint    | 25:18,2 min | 1 (1+0)     | 83   |
| Kim Seon-su           | 15 km Einzel     | 56:37,5 min | 6 (3+0+3+0) | 84   |
| Männer                |                  |             |             |      |
| Timofei Lapschin      | 10 km Sprint     | 27:30,8 min | 2 (1+1)     | 82   |
| Timofei Lapschin      | 20 km Einzel     | 57:13,0 min | 5 (1+1+2+1) | 76   |

### Bob
| Athleten                                                | Wettbewerb | Lauf 1      | Lauf 1 | Lauf 2      | Lauf 2 | Lauf 3      | Lauf 3 | Lauf 4        | Lauf 4        | Gesamt      | Gesamt |
| Athleten                                                | Wettbewerb | Zeit        | Rang   | Zeit        | Rang   | Zeit        | Rang   | Zeit          | Rang          | Zeit        | Rang   |
| ------------------------------------------------------- | ---------- | ----------- | ------ | ----------- | ------ | ----------- | ------ | ------------- | ------------- | ----------- | ------ |
| Frauen                                                  |            |             |        |             |        |             |        |               |               |             |        |
| Kim Yoo-ran                                             | Monobob    | 1:06,68 min | 20     | 1:07,02 min | 18     | 1:06,41 min | 14     | 1:06,41 min   | 13            | 4:26,52 min | 18     |
| Männer                                                  |            |             |        |             |        |             |        |               |               |             |        |
| Suk Young-jin Kim Hyeong-geun                           | Zweierbob  | 1:00,28 min | 23     | 1:00,46 min | 22     | 1:00,52 min | 24     | ausgeschieden | ausgeschieden | 3:01,26 min | 24     |
| Won Yun-jong Kim Jin-su                                 | Zweierbob  | 59,89 s     | 14     | 1:00,28 min | 17     | 1:00,10 min | 14     | 1:00,97 min   | 20            | 4:01,24 min | 19     |
| Suk Young-jin Kim Hyeong-geun Kim Tae-yang Shin Ye-chan | Viererbob  | 59,74 s     | 25     | 1:00,31 min | 26     | 59,91 s     | 25     | ausgeschieden | ausgeschieden | 4:00,04 min | 25     |
| Won Yun-jong Kim Jin-su Jung Hyun-woo Kim Dong-hyun     | Viererbob  | 59,45 s     | 19     | 59,60 s     | 16     | 59,38 s     | 16     | 59,59 s       | 15            | 3:58,02 min | 18     |

### Curling
| Wettbewerb      | Frauen |
| --------------- | --- |
| Athleten        | Kim Eun-jung Kim Kyeong-ae Kim Cho-hi Kim Seon-yeong Kim Yeong-mi                                                                          |
| Vorrunde        | Kanada (7:12) Großbritannien (9:7) ROC (9:5) China (5:6) Vereinigte Staaten (6:8) Japan (10:5) Schweiz (4:8) Dänemark (8:7) Schweden (4:8) |
| Tie-Breaker     | ausgeschieden |
| Halbfinale      | ausgeschieden |
| Spiel um Bronze | ausgeschieden |
| Finale          | ausgeschieden |
| Rang            | 8 |

### Eiskunstlauf
| Athleten      | Wettbewerbe | Kurzprogramm | Kurzprogramm | Kür           | Kür           | Gesamt | Gesamt |
| Athleten      | Wettbewerbe | Punkte       | Rang         | Punkte        | Rang          | Punkte | Rang   |
| ------------- | ----------- | ------------ | ------------ | ------------- | ------------- | ------ | ------ |
| Frauen        |             |              |              |               |               |        |        |
| Kim Ye-lim    | Einzel      | 67,78        | 9            | 134,85        | 11            | 202,63 | 9      |
| You Young     | Einzel      | 70,34        | 6            | 142,75        | 4             | 213,09 | 6      |
| Männer        |             |              |              |               |               |        |        |
| Cha Jun-hwan  | Einzel      | 99,51        | 4            | 182,87        | 7             | 282,38 | 5      |
| Lee Si-hyeong | Einzel      | 65,69        | 27           | ausgeschieden | ausgeschieden | 65,69  | 27     |

### Eisschnelllauf
| Athleten         | Wettbewerbe | Zeit        | Rang   |
| ---------------- | ----------- | ----------- | ------ |
| Frauen           |             |             |        |
| Kim Min-sun      | 500 m       | 37,60 s     | 7      |
| Kim Min-sun      | 1000 m      | 1:16,49 min | 16     |
| Kim Hyun-yung    | 1000 m      | 1:17,50 min | 25     |
| Park Ji-woo      | 1000 m      | 1:19,39 min | 30     |
| Männer           |             |             |        |
| Cha Min-kyu      | 500 m       | 34,39 s     | Silber |
| Cha Min-kyu      | 1000 m      | 1:09,69 min | 18     |
| Kim Jun-ho       | 500 m       | 34,54 s     | 6      |
| Kim Min-seok     | 1000 m      | 1:10,08 min | 24     |
| Kim Min-seok     | 1500 m      | 1:44,24 min | Bronze |
| Park Seong-hyeon | 1500 m      | 1:47,59 min | 21     |

| Athleten       | Wettbewerbe | Halbfinale | Halbfinale | Finale        | Finale        | Rang   |
| Athleten       | Wettbewerbe | Punkte     | Rang       | Punkte        | Rang          | Rang   |
| -------------- | ----------- | ---------- | ---------- | ------------- | ------------- | ------ |
| Frauen         |             |            |            |               |               |        |
| Kim Bo-reum    | Massenstart | 40         | 2          | 6             | 5             | 5      |
| Park Ji-woo    | Massenstart | 0          | 13         | ausgeschieden | ausgeschieden | 26     |
| Männer         |             |            |            |               |               |        |
| Chung Jae-won  | Massenstart | 12         | 4          | 40            | 2             | Silber |
| Lee Seung-hoon | Massenstart | 40         | 2          | 20            | 3             | Bronze |

| Athleten                                  | Wettbewerbe    | Viertelfinale | Viertelfinale | Halbfinale    | Halbfinale    | Finale           | Finale      | Rang |
| Athleten                                  | Wettbewerbe    | Zeit          | Rang          | Gegner        | Zeit          | Gegner           | Zeit        | Rang |
| ----------------------------------------- | -------------- | ------------- | ------------- | ------------- | ------------- | ---------------- | ----------- | ---- |
| Männer                                    |                |               |               |               |               |                  |             |      |
| Chung Jae-won Kim Min-seok Lee Seung-hoon | Teamverfolgung | 3:41,89 min   | 6             | ausgeschieden | ausgeschieden | C-Finale: Kanada | 3:53,77 min | 6    |

### Freestyle-Skiing
| Athleten       | Wettbewerbe | Qualifikation | Qualifikation | Finale        | Finale        | Rang |
| Athleten       | Wettbewerbe | Punkte        | Rang          | Punkte        | Rang          | Rang |
| -------------- | ----------- | ------------- | ------------- | ------------- | ------------- | ---- |
| Frauen         |             |               |               |               |               |      |
| Jang Yu-jin    | Halfpipe    | 4,25          | 20            | ausgeschieden | ausgeschieden | 20   |
| Kim Da-eun     | Halfpipe    | 45,50         | 17            | ausgeschieden | ausgeschieden | 17   |
| Männer         |             |               |               |               |               |      |
| Lee Seung-hoon | Halfpipe    | 56,75         | 16            | ausgeschieden | ausgeschieden | 16   |

### Nordische Kombination
| Athleten   | Wettbewerb                               | Skispringen | Skispringen | Skispringen | Langlauf    | Langlauf | Rang |
| Athleten   | Wettbewerb                               | Weite       | Punkte      | Rang        | Zeit        | Rang     | Rang |
| ---------- | ---------------------------------------- | ----------- | ----------- | ----------- | ----------- | -------- | ---- |
| Männer     |                                          |             |             |             |             |          |      |
| Park Je-un | Gundersenwettkampf (Normalschanze/10 km) | 90,0 m      | 82,3        | 36          | 32:34,3 min | 42       | 42   |
| Park Je-un | Gundersenwettkampf (Großschanze/10 km)   | 107,0 m     | 67,9        | 39          | 34:56,5 min | 44       | 44   |

### Rennrodeln
| Athlet                                                   | Wettbewerb   | Lauf 1       | Lauf 1 | Lauf 2   | Lauf 2 | Lauf 3   | Lauf 3 | Lauf 4        | Lauf 4        | Gesamt       | Gesamt |
| Athlet                                                   | Wettbewerb   | Zeit         | Rang   | Zeit     | Rang   | Zeit     | Rang   | Zeit          | Rang          | Zeit         | Rang   |
| -------------------------------------------------------- | ------------ | ------------ | ------ | -------- | ------ | -------- | ------ | ------------- | ------------- | ------------ | ------ |
| Frauen                                                   |              |              |        |          |        |          |        |               |               |              |        |
| Aileen Frisch                                            | Einsitzer    | 59,776 s     | 23     | 59,642 s | 20     | 59,055 s | 18     | 1:01,811 min  | 18            | 4:00,284 min | 19     |
| Männer                                                   |              |              |        |          |        |          |        |               |               |              |        |
| Lim Nam-kyu                                              | Einsitzer    | 1:02,438 s   | 34     | 59,794 s | 30     | 59,538 s | 28     | ausgeschieden | ausgeschieden | 3:01,770 min | 33     |
| Park Jin-yong Cho Jung-myung                             | Doppelsitzer | 59,361 s     | 10     | 59,366 s | 12     | —        | —      | —             | —             | 1:58,727 min | 12     |
| Mixed                                                    |              |              |        |          |        |          |        |               |               |              |        |
| Aileen Frisch Lim Nam-kyu Park Jin-yong / Cho Jung-myung | Teamstaffel  | 3:11,238 min | 13     | —        | —      | —        | —      | —             | —             | 3:11,238 min | 13     |

### Shorttrack
| Athlet                                                                | Wettbewerb     | Vorlauf      | Vorlauf | Viertelfinale | Viertelfinale | Halbfinale    | Halbfinale    | Finale A/B             | Finale A/B    | Rang   |
| Athlet                                                                | Wettbewerb     | Zeit         | Rang    | Zeit          | Rang          | Zeit          | Rang          | Zeit                   | Rang          | Rang   |
| --------------------------------------------------------------------- | -------------- | ------------ | ------- | ------------- | ------------- | ------------- | ------------- | ---------------------- | ------------- | ------ |
| Frauen                                                                |                |              |         |               |               |               |               |                        |               |        |
| Choi Min-jeong                                                        | 500 m          | 42,853 s     | 1       | 1:04,939 min  | 4             | ausgeschieden | ausgeschieden | ausgeschieden          | ausgeschieden | 14     |
| Choi Min-jeong                                                        | 1000 m         | 1:28,053 min | 1       | 1:28,722 min  | 2             | 1:26,850 min  | 3             | 1:28,443 min           | 2             | Silber |
| Choi Min-jeong                                                        | 1500 m         | —            | —       | 2:20,846 min  | 1             | 2:16,831 min  | 1             | 2:17,789 min           | 1             | Gold   |
| Lee Yu-bin                                                            | 500 m          | 43,141 s     | 4       | ausgeschieden | ausgeschieden | ausgeschieden | ausgeschieden | ausgeschieden          | ausgeschieden | 26     |
| Lee Yu-bin                                                            | 1000 m         | 1:27,862 min | 2       | 1:29,120 min  | 1             | 1:28,170 min  | 3             | B-Finale: 1:29,739 min | 2             | 6      |
| Lee Yu-bin                                                            | 1500 m         | —            | —       | 2:17,851 min  | 2             | 2:22,157 min  | 1             | 2:18,825 min           | 6             | 6      |
| Kim A-lang                                                            | 1000 m         | 1:28,680 min | 3       | ausgeschieden | ausgeschieden | ausgeschieden | ausgeschieden | ausgeschieden          | ausgeschieden | 22     |
| Kim A-lang                                                            | 1500 m         | —            | —       | 2:32,879 min  | 1             | 2:22,420 min  | 4             | B-Finale: 2:45,707 min | 6             | 13     |
| Choi Min-jeong Kim A-lang Lee Yu-bin Seo Whi-min                      | 3000 m Staffel | —            | —       | —             | —             | 4:05,904 min  | 2             | 4:03,627 min           | 2             | Silber |
| Männer                                                                |                |              |         |               |               |               |               |                        |               |        |
| Hwang Dae-heon                                                        | 500 m          | 40,971 s     | 2       | 40,636 s      | 2             | PEN           | PEN           | ausgeschieden          | ausgeschieden | 10     |
| Hwang Dae-heon                                                        | 1000 m         | 1:23,042 min | 1       | 1:24,693 min  | 1             | PEN           | PEN           | ausgeschieden          | ausgeschieden | 8      |
| Hwang Dae-heon                                                        | 1500 m         | —            | —       | 2:14,910 min  | 1             | 2:13,188 min  | 1             | 2:09,219 min           | 1             | Gold   |
| Lee June-seo                                                          | 500 m          | PEN          | PEN     | ausgeschieden | ausgeschieden | ausgeschieden | ausgeschieden | ausgeschieden          | ausgeschieden | PEN    |
| Lee June-seo                                                          | 1000 m         | 1:24,698 min | 1       | 1:23,682 min  | 1             | PEN           | PEN           | ausgeschieden          | ausgeschieden | 9      |
| Lee June-seo                                                          | 1500 m         | —            | —       | 2:18,630 min  | 1             | 2:16,586 min  | 1             | 2:09,622 min           | 5             | 5      |
| Park Jang-hyuk                                                        | 1000 m         | 1:24,081 min | 1       | ohne Zeit     | 3 ADV         | DNS           | DNS           | ausgeschieden          | ausgeschieden | 10     |
| Park Jang-hyuk                                                        | 1500 m         | —            | —       | 2:12,116 min  | 3             | 2:12,751 min  | 2             | 2:10,176 min           | 7             | 7      |
| Hwang Dae-heon Kim Dong-wook Kwak Yoon-gy Lee June-seo Park Jang-hyuk | 5000 m Staffel | —            | —       | —             | —             | 6:37,879 min  | 1             | 6:41,679 min           | 2             | Silber |
| Mixed                                                                 |                |              |         |               |               |               |               |                        |               |        |
| Choi Min-jeong Lee Yu-bin Hwang Dae-heon Park Jang-hyuk               | 2000 m Staffel | —            | —       | 2:48,308 min  | 10            | ausgeschieden | ausgeschieden | ausgeschieden          | ausgeschieden | 9      |

### Skeleton
| Athlet        | Wettbewerbe | Lauf 1      | Lauf 1 | Lauf 2      | Lauf 2 | Lauf 3      | Lauf 3 | Lauf 4        | Lauf 4        | Gesamt      | Gesamt |
| Athlet        | Wettbewerbe | Zeit        | Rang   | Zeit        | Rang   | Zeit        | Rang   | Zeit          | Rang          | Zeit        | Rang   |
| ------------- | ----------- | ----------- | ------ | ----------- | ------ | ----------- | ------ | ------------- | ------------- | ----------- | ------ |
| Frauen        |             |             |        |             |        |             |        |               |               |             |        |
| Kim Eun-ji    | Einzel      | 1:03,28 min | 22     | 1:03,68 min | 23     | 1:02,83 min | 22     | ausgeschieden | ausgeschieden | 3:09,79 min | 23     |
| Männer        |             |             |        |             |        |             |        |               |               |             |        |
| Jung Seung-gi | Einzel      | 1:01,18 min | 11     | 1:01,04 min | 10     | 1:00,69 min | 9      | 1:00,83 min   | 9             | 4:03,74 min | 10     |
| Yun Sung-bin  | Einzel      | 1:01,26 min | 13     | 1:01,17 min | 13     | 1:01,03 min | 12     | 1:00,63 min   | 7             | 4:04,09 min | 12     |

### Ski Alpin
| Athleten       | Wettbewerbe  | 1. Lauf     | 1. Lauf | 2. Lauf       | 2. Lauf       | Gesamt        | Gesamt        |
| Athleten       | Wettbewerbe  | Zeit        | Rang    | Zeit          | Rang          | Zeit          | Rang          |
| -------------- | ------------ | ----------- | ------- | ------------- | ------------- | ------------- | ------------- |
| Frauen         |              |             |         |               |               |               |               |
| Gim So-hui     | Riesenslalom | 1:04,12 min | 38      | 1:03,10 min   | 32            | 2:07,22 min   | 33            |
| Gim So-hui     | Slalom       | 57,31 s     | 42      | 56,80 s       | 39            | 1:54,11 min   | 39            |
| Kang Young-seo | Riesenslalom | DNF         | DNF     | ausgeschieden | ausgeschieden | ausgeschieden | ausgeschieden |
| Kang Young-seo | Slalom       | DNF         | DNF     | ausgeschieden | ausgeschieden | ausgeschieden | ausgeschieden |
| Männer         |              |             |         |               |               |               |               |
| Jung Dong-hyun | Riesenslalom | DNF         | DNF     | ausgeschieden | ausgeschieden | ausgeschieden | ausgeschieden |
| Jung Dong-hyun | Slalom       | 56,85 s     | 29      | 50,84 s       | 16            | 1:47,69 min   | 21            |

### Skilanglauf
| Athleten       | Wettbewerbe     | Zeit        | Rang |
| -------------- | --------------- | ----------- | ---- |
| Frauen         |                 |             |      |
| Han Da-som     | 15 km Skiathlon | DNF         | DNF  |
| Lee Chae-won   | 10 km Klassisch | 34:45,5 min | 75   |
| Lee Chae-won   | 15 km Skiathlon | 55:52,6 min | 61   |
| Lee Eui-jin    | 10 km Klassisch | 34:07,9 min | 72   |
| Männer         |                 |             |      |
| Jeong Jong-won | 15 km Klassisch | 46:34,6 min | 82   |
| Jeong Jong-won | 30 km Skiathlon | LAP         | 66   |
| Kim Min-woo    | 15 km Klassisch | 45:21,6 min | 79   |
| Kim Min-woo    | 30 km Skiathlon | LAP         | 60   |

| Athleten                   | Wettbewerbe | Qualifikation | Qualifikation | Viertelfinale | Viertelfinale | Halbfinale    | Halbfinale    | Finale        | Finale        | Rang |
| Athleten                   | Wettbewerbe | Zeit          | Rang          | Zeit          | Rang          | Zeit          | Rang          | Zeit          | Rang          | Rang |
| -------------------------- | ----------- | ------------- | ------------- | ------------- | ------------- | ------------- | ------------- | ------------- | ------------- | ---- |
| Frauen                     |             |               |               |               |               |               |               |               |               |      |
| Han Da-som                 | Sprint      | 3:51,34 min   | 75            | ausgeschieden | ausgeschieden | ausgeschieden | ausgeschieden | ausgeschieden | ausgeschieden | 75   |
| Lee Chae-won               | Sprint      | DNS           | DNS           | DNS           | DNS           | DNS           | DNS           | DNS           | DNS           | DNS  |
| Lee Eui-jin                | Sprint      | 3:52,05 min   | 77            | ausgeschieden | ausgeschieden | ausgeschieden | ausgeschieden | ausgeschieden | ausgeschieden | 77   |
| Han Da-som Lee Eui-jin     | Team-Sprint | —             | —             | —             | —             | 26:55,52 min  | 11            | ausgeschieden | ausgeschieden | 22   |
| Männer                     |             |               |               |               |               |               |               |               |               |      |
| Kim Min-woo                | Sprint      | 3:19,76 min   | 82            | ausgeschieden | ausgeschieden | ausgeschieden | ausgeschieden | ausgeschieden | ausgeschieden | 82   |
| Jeong Jong-won             | Sprint      | 3:16,15 min   | 81            | ausgeschieden | ausgeschieden | ausgeschieden | ausgeschieden | ausgeschieden | ausgeschieden | 81   |
| Kim Min-woo Jeong Jong-won | Team-Sprint | —             | —             | —             | —             | 22:56,16 min  | 13            | ausgeschieden | ausgeschieden | 25   |

### Snowboard
| Athleten    | Wettbewerbe | Qualifikation | Qualifikation | Finale        | Finale        | Rang |
| Athleten    | Wettbewerbe | Punkte        | Rang          | Punkte        | Rang          | Rang |
| ----------- | ----------- | ------------- | ------------- | ------------- | ------------- | ---- |
| Frauen      |             |               |               |               |               |      |
| Lee Na-yoon | Halfpipe    | 34,50         | 20            | ausgeschieden | ausgeschieden | 20   |
| Männer      |             |               |               |               |               |      |
| Lee Chae-un | Halfpipe    | 35,00         | 18            | ausgeschieden | ausgeschieden | 18   |

| Athleten      | Wettbewerbe           | Qualifikation | Qualifikation | Achtelfinale  | Achtelfinale  | Viertelfinale | Viertelfinale | Halbfinale    | Halbfinale    | Finale/Platz 3 | Finale/Platz 3 | Rang |
| Athleten      | Wettbewerbe           | Zeit          | Rang          | Gegner        | Zeit          | Gegner        | Zeit          | Gegner        | Zeit          | Gegner         | Zeit           | Rang |
| ------------- | --------------------- | ------------- | ------------- | ------------- | ------------- | ------------- | ------------- | ------------- | ------------- | -------------- | -------------- | ---- |
| Frauen        |                       |               |               |               |               |               |               |               |               |                |                |      |
| Jeong Hae-rim | Parallel-Riesenslalom | 1:29,10 min   | 18            | ausgeschieden | ausgeschieden | ausgeschieden | ausgeschieden | ausgeschieden | ausgeschieden | ausgeschieden  | ausgeschieden  | 18   |
| Männer        |                       |               |               |               |               |               |               |               |               |                |                |      |
| Kim Sang-kyum | Parallel-Riesenslalom | 1:23,81 min   | 24            | ausgeschieden | ausgeschieden | ausgeschieden | ausgeschieden | ausgeschieden | ausgeschieden | ausgeschieden  | ausgeschieden  | 24   |
| Lee Sang-ho   | Parallel-Riesenslalom | 1:20,54 min   | 1             | Bagozza       | −0,92 s       | Wild          | +0,01 s       | ausgeschieden | ausgeschieden | ausgeschieden  | ausgeschieden  | 5    |